# Ploceus xanthops
El tejedor azafranado (Ploceus xanthops) es una especie de ave paseriforme de la familia Ploceidae. Está ampliamente distribuido en África al sur del Sahara. No se reconocen subespecies.